# Schwarzwald-Kaserne
Die Schwarzwald-Kaserne (bis 5. Juli 2003 ohne fest zugewiesenen Namen und bis dato geführt als „Truppenunterkunft Fahl“) ist eine Kaserne der Bundeswehr im Todtnauer Ortsteil Fahl am Fuß des Ahornbühls gegenüber der Talstation der Rothausbahn.

## Geschichte
Die Kaserne wurde im Jahr 1955 von der französischen Armee als Erholungseinrichtung der Fremdenlegion (Légion étrangère) erbaut. 1963 wurde sie dann an die Bundeswehr übergeben. Seit 1969 ist der Standort Sitz einer von 15 Einheiten der Sportfördergruppe der Bundeswehr (SportFGrpBw, Vorgänger Sportgruppe Heer und Sportfördergruppe Süd). Des Weiteren war hier bis März 1994 eine Einheit der 10. Panzerdivision (Ausbildungskompanie) stationiert (AusbKp 2/10).
Ab 1994 war am Standort Todtnau, als Nachfolge der Ausbildungskompanie, die 3. Kompanie des Führungsunterstützungsregiment 50 (Sigmaringen) stationiert und führte hier die allgemeine Grundausbildung (AGA) von Rekruten durch.
Bis Ende 1999 gehörte die Todtnauer Hütte, nur wenige Höhenmeter unterhalb des Feldberggipfels gelegen, zum Standort.
Infolge der 2010 beschlossenen Bundeswehrreform stellte Bundesverteidigungsminister Thomas de Maizière (CDU) am 26. Oktober 2011 im Bundeskabinett das Stationierungskonzept 2011 vor, nachdem der Standort mit derzeit 100 Dienstposten (Stand: 26. Oktober 2011) auf 50 verkleinert wird.

## Trivia
Bis ins Jahr 1999 hielten Soldaten ein Gehege mit freilaufenden Hirschen als Standort-Maskottchen.

## Bekannte Sportler, die hier ihren Dienst versahen
- Pascal Bodmer
- Christof Duffner
- Ruwen Faller
- Olaf Hampel
- Sven Hannawald
- Janina Hettich-Walz
- Hansjörg Jäkle
- Marie-Laurence Jungfleisch
- Hans-Peter Pohl
- Martin Schmitt
- Julia Tannheimer
- Gundolf Thoma
- Georg Zipfel